# Arabella (Schotland)
Arabella (Schots-Gaelisch:  Am Bog) is een dorp in de Schotse lieutenancy Ross and Cromarty in het raadsgebied Highland ten zuiden van Tain.